# 2009年欧州議会議員選挙 (ドイツ)
2009年欧州議会議員選挙（2009ねん おうしゅうぎかい ぎいんせんきょ）は、欧州連合（EU）の議決機関である欧州議会を構成する議員を改選するため欧州連合加盟国にて行われた選挙である。欧州連合加盟国の一員であるドイツ連邦共和国では6月7日に実施された。本稿では、ドイツにおける欧州議会議員選挙の結果について取り上げる。

## 選挙データ
- 欧州議会議員定数（ドイツ） - 99議席
- 選挙制度 - 比例代表制（ニーマイヤー式）
  1. 政党は全国共通の政党リストか、州ごとのリストを提出する。同じ政党の州リストは連邦全体で結合して、議席配分を受けることが可能。実際には、CSU はバイエルン州のみで名簿を提出し、CDU はそれ以外の州ごとの名簿を連邦全体（バイエルン州は除外）で結合している。
  2. 有権者は政党リスト（拘束名簿）のいずれか一つに投票。
  3. 議席配分は、全国での投票（CSU はバイエルン州だけで、CDU は結合のもの）によって、ヘアー式最大少数法（ニーマイヤー式）で配分。ただし有効投票の 5% 以上の得票があった政党リストに限る。
- 欧州議会議員の任期 - 5年

## 選挙結果
- 投票日 - 2009年6月7日
- 有権者数 - 62,202,967名
- 投票者数 - 26,924,813名（投票率 43.3%）
- 有効投票数 - 26,328,152票

| 党派                               | 党派                           | 得票数    | 得票率 (%) | 議席数 |
| ---------------------------------- | ------------------------------ | --------- | ---------- | ------ |
| キリスト教民主・社会同盟 (CSU/CDU) | ドイツキリスト教民主同盟 (CDU) | 8,069,983 | 30.7       | 34     |
| キリスト教民主・社会同盟 (CSU/CDU) | キリスト教社会同盟 (CSU)       | 1,896,777 | 7.2        | 8      |
| ドイツ社会民主党 (SPD)             | ドイツ社会民主党 (SPD)         | 5,471,703 | 20.8       | 23     |
| 同盟90/緑の党 (B90/G)              | 同盟90/緑の党 (B90/G)          | 3,193,821 | 12.1       | 14     |
| 自由民主党 (FDP)                   | 自由民主党 (FDP)               | 2,887,331 | 11.0       | 12     |
| 左翼党（Die Linke）                | 左翼党（Die Linke）            | 1,968,325 | 7.5        | 8      |
| 合計                               | 合計                           | 合計      | 合計       | 99     |

- 本表は7.Wahl zum Europäischen Parlament am 07.Juni 2009 - vorläufiges Ergebnisより引用して作成。なお議席を獲得できなかった政党については記載していない。